# Microsoft Commerce Server
 (septembre 2020).
Si vous disposez d'ouvrages ou d'articles de référence ou si vous connaissez des sites web de qualité traitant du thème abordé ici, merci de compléter l'article en donnant les références utiles à sa vérifiabilité et en les liant à la section « Notes et références ».
Le Microsoft Commerce Server est un logiciel pour Windows
Il fournit une solution complète pour divers scénarios métiers : Business-to-Consumer, Business-to-Business (B2B) et des scénarios B2X, une combinaison du B2C et du B2B.

## Versions pour Windows
- 2000 - Commerce Server 2000
- 2002 - Commerce Server 2002
- 2007 - Commerce Server 2007
- 2009 - Commerce Server 2009